# Johann Hermann Becker (Mediziner)
Johann Hermann Becker (* 5. Juni 1770 in Schwerin; † 7. Januar 1848 in Parchim) war ein deutscher Mediziner, der als Arzt in Parchim und als Badearzt in Doberan tätig war.

## Leben
Johann Hermann Becker stammte aus der auf seinen Urgroßvater Hermann Becker zurückgehenden Rostocker Gelehrtenfamilie Becker. Er war der Sohn des Schweriner Arztes Hermann Ludwig Becker (1722–1789), dem Leibarzt der Herzogin Luise (1756–1808), und dessen Frau Anna Maria Karnatz († 1773).
Becker studierte Medizin und wurde 1791 in Rostock promoviert. Von 1794 bis 1797 arbeitete er als praktischer Arzt in Altona/Elbe, danach in Parchim. 1810 wurde er zum Hofrat, 1815 zum Großherzoglichen Leibarzt und 1826 zum Geheimen Medizinalrat ernannt. Im Jahr 1833 wurde er neben Samuel Gottlieb Vogel Zweiter Badearzt in Doberan und 1837 als dessen Nachfolger Erster Badearzt.
Becker befasste sich in seinen Publikationen mit Lebensmittelkunde und dem menschlichen Verdauungssystem. In seiner Zeit als Badearzt schrieb er zu gesundheitlichen Einflüssen des Seeklimas und der Badeanwendungen.
Er war Freimaurer und gehörte der Großen Landesloge von Deutschland an. Seit 1843 war Becker Ehrenbürger von Parchim.

## Schriften
- Diss. inaug. An phthisi pulmonali exulceratae conveniant remedia tonica? (Rostock, 1793)
- [Übers. von:] Nicolas Chambon de Montaux: Über die Krankheiten der Kinder. Oehmigke, Berlin 1801.
- Johann Herrmann Becker's Versuch einer allgemeinen und besondern Nahrungsmittelkunde. Mit einer Vorrede von Samuel Gottlieb Vogel. 4 Bände. Franzen & Grosse, Stendal 1810–1822 (Digitalisat in der Google-Buchsuche).
- Anweisung zu einem zweckmäßigen Verhalten vor, und bei dem Ausbruche der Cholera-Krankheit : Für seinen practischen Wirkungs-Kreis entworfen. Zimmerman, Parchim 1831.
- Einige Bemerkungen über den Einfluß der Witterung auf den menschlichen Organismus überhaupt und insbesondere auf die Anwendung der Seebäder in Dobberan. Hinstorff, Parchim 1835.
- Der Magen in seinem gesunden und kranken Zustande : im allgemeinen betrachtet. Franzen, Stendal 1836.
- Doberan im Sommer 1837. Hinstorff, Parchim und Ludwigslust 1838.
- Bemerkungen über kohlensaure Gasbäder und deren bevorstehende Einrichtung in Doberan. In: Freimüthiges Abendblatt. Bd. 23. Schwerin 1841, Nr. 1159, Sp. 217–224.
- Fortgesetzte Bemerkungen über die in Doberan im Jahre 1841 eingerichteten kohlensauren Gasbäder. In: Freimüthiges Abendblatt. Bd. 25, Schwerin 1843, Nr. 1277, Sp. 491–496 (Digitalisat) und Nr. 1278, Sp. 523–527 (Digitalisat).